# 歐-巴-來洗澡
《歐-巴-來洗澡》（日语：おーばーふろぉ）是かいづか創作的成人向日本漫畫作品，以《其實哥哥堅硬的那個在我洗澡的時候已經進入裡面了》（実は今入ってます…。お風呂でお兄ちゃんの硬いアレが…っ）為標題，自2017年7月24日起在電子漫畫平台ComicFesta上連載，單行本由ブラスト出版發行。改編電視動畫由彗星社製作，自2020年1月起在TOKYO MX上播出，全8集。

## 故事大綱
須藤和志（佃左泥配音）是獨自在外租公寓套房的大學生，他有兩個就讀高中的妹妹，白河彩音（民安友繪配音）和白河琴音（杏子御津配音），三人的關係並不融洽。因為母親經常晚歸的緣故，兩姐妹經常到和志的租屋處消磨時間。某日和志未經彩音的允許就用了她的高級入浴劑，彩音很不高興，並堅持要入浴，三人便一起泡澡。因為浴缸太狹窄，在入浴時的貼身接觸燃起了他們的性慾，和志和琴音因此發生性關係。
當晚和志慾火難耐，想與琴音再次做愛，但卻搞錯對象而與彩音發生性關係。次日，和志與琴音在學校做愛，在和志回到家後，彩音要求和志解釋自己的行為，和志表示自己很寂寞，並為昨天的事道歉，彩音接受他的道歉，兩人發生了性關係。但在那之後，彩音便不再造訪和志的住處。琴音誤以為彩音的異狀是因為她發現自己與哥哥的關係，便趁著酒興與他做愛，並要求他一定要與彩音和好。在高中運動會上，和志和彩音和好。而琴音則希望知道和志對自己的想法，並表示即使和志之後另有意中人也不介意，但希望至少與他保持現在的關係。三人的關係比起以往變得更要好。

## 出版書籍
1. 
2018年10月18日發售、ISBN 978-4-434-25109-2
2. 
2019年12月18日發售、ISBN 978-4-434-26658-4
3. 
2021年1月18日發售、ISBN 978-4-434-28168-6

## 電視動畫
| 原作               | かいづか           |
| 企劃、監製         | 瀬川章子           |
| 監督               | 石倉礼             |
| 系列構成、脚本     | 黒崎エーヨ         |
| 人物設計           | 渡邊義弘           |
| 服裝設計           | 那須玲奈           |
| 色彩設計           | ほしのあみ         |
| 美術監督・美術設定 | 李書九             |
| 攝影監督           | しらたまあんみつ。 |
| 編輯               | 新海コウキ         |
| 音響監督           | 榎本崇宏           |
| 音響制作           | STUDIO MAUSU       |
| 製作人             | 村井辰太郎         |
| 動畫製作人         | スパイシー三郎     |
| 動畫製作           | studio HōKIBOSHI   |
| 製作               | 彗星社             |

改編電視動畫《歐-巴-來洗澡》由石倉禮執導，自2020年1月5日起至2月為止在TOKYO MX上播出，為短動畫，全8集。動畫分為通常版與完全版，TOKYO MX上播出的是通常版，會以貓的圖片遮擋乳頭，而性行為的畫面則是全被刪除；完全版則無此限制，但角色的性器仍被打上馬賽克。原作中的角色並未設定姓氏，且涉及親生兄長與姐妹之間的近親性交，而動畫為其加上了姓氏並將角色關係改為青梅竹馬。

### 製作
導演石倉禮在訪談中表示很高興能參與成人動畫的製作，他表示自己拜讀過作者的所有作品，而在閱讀原作時，對三個人擠在狹窄浴缸裡一起洗澡的場景大感驚訝，認為這很怪異但也很有趣。受限於電視動畫的尺度，改編動畫中增加了許多關於日常生活的情節。前六集基本上忠於原著，而第七集和第八集則是原創故事。石倉禮表示雖然一般男性向的色情作品都會以女性的作為賣點，但他考慮到ComicFesta動畫的男性向作品也有女性觀眾後，試著加強了角色的心理描寫、減少台詞、以喘氣來表達情緒，並放慢性行為的節奏，他也試著讓兩位女主角的戲份相當。
角色設計由過去曾和石倉禮在同間工作室的渡邊義弘擔任，因為石倉認為渡邊的畫風比較適合這部作品，渡邊的設計保留了かいづか的風格，也顯現出渡邊的特色，出於個人的性偏好，渡邊將兩位女主角的水手服改成可以從胸口看到乳溝的款式，而這些改動也受到原作編輯部方面的好評。在配音方面，白河彩音由民安友繪配音，白河琴音由杏子御津配音，彩音的個性傲嬌，不擅長表達自己的情緒，當她與男主角獨處時才會展現嬌柔的一面，而琴音的性格內向且安靜，但實際上內心有很多情緒、也有積極的一面，所以導演要求兩位配音員在演出時，要表達出這種性格上的反差。
動畫監製辛辣三郎和製作行政黑川公子表示，在製作這部動畫時首先的印象是要考量如何在忠實呈現原著的同時讓內容符合電視的尺度。而將通常版和完全版相比，即使是同一個場景，配音的語氣和台詞的內容也有差異。因為每集都會做兩次，所以辛辣三郎表示自己好像是在做總長16集的動畫。
作畫監督和服裝設計那須玲奈表示，在設計服裝時參照了かいづか的原作，並將細節調整成更適合做成動畫的版本，他負責設計除了制服以外的大多數服裝，例如睡衣和泳裝，他也盡可能蒐集了渡邊與總作畫監督黑田和也過去的插圖，以供參考。在繪製第一集時，他也將澁谷果步的泳裝照做為參考資料。

### 宣傳
2019年11月20日發布改編為動畫的消息，並開設官方網站，同年12月10日發布預告和主題曲，12月16日，與涉谷果步推出合作企劃，官方Twitter發布了澀谷果步的泳裝照，這件泳裝是印有兩位女主角圖案的比基尼泳衣，並抽出在貼文底下留言的網友，將這件穿過的泳衣送出。

### 主題曲

作詞：村井むらいむ、火ノ岡レイ / 作曲・編曲：森田交一。

### 各話列表
| 集數 | 標題                 | 分鏡     | 演出       | 作畫監督                                                     | 首播日        | 總作畫監督                   |
| --- | -------------------- | -------- | ---------- | ------------------------------------------------------------ | ------------- | ---------------------------- |
| 1 | 和柔軟的姊妹在洗澡中 | 石倉禮   | 石倉禮     | 那須玲奈                                                     | 2020年1月5日  | 黒田和也                     |
| 須藤和志是獨自在外租公寓套房的大學生，他有一對青梅竹馬的姐妹，白河彩音和白河琴音，三人的關係並不融洽。兩姐妹經常到和志的租屋處消磨時間。某日和志未經彩音的允許就用了她的高級入浴劑，彩音很不高興，並堅持要入浴，三人便一起泡澡。因為浴缸太狹窄，在入浴時的貼身接觸造成和志和琴音有了插入式性行為，兩人因此發生性關係。 |                      |          |            |                                                              |               |                              |
| 2 | 身旁的她正在睡夢中   | 中田裕児 | 中田裕児   | 服部憲知、櫻井拓郎、利根川渡、中山大志                       | 2020年1月12日 | 牙威格鬥、中本尚             |
| 當晚和志慾火難耐，想與琴音再次做愛，但卻搞錯了對象，他只好順勢愛撫彩音，並與她進行股交。 |                      |          |            |                                                              |               |                              |
| 3 | 兩顆心正在接近中     | 凪早苗   | 粟井重紀   | 粟井重紀、Lee Se Jong                                        | 2020年1月19日 | 黒田和也                     |
| 次日，彩音要求和志解釋自己的行為，和志表示自己很寂寞，並為昨天的事道歉，彩音接受他的道歉，兩人發生了性關係。但在那之後，彩音便不再造訪和志的住處。 |                      |          |            |                                                              |               |                              |
| 4 | 火熱的身體暴走中     | 石倉禮   | 白石道太   | まーかー                                                     | 2020年1月26日 | 牙威格鬥、中本尚             |
| 琴音到和志的公寓讀書，但她吃了太多酒心巧克力，酒醉的她趁勢與和志做愛。之後琴音提醒和志，要他盡快與彩音和好。 |                      |          |            |                                                              |               |                              |
| 5 | 心跳不已的兩人潛伏中 | 村上勉   | 村上勉     | 那須玲奈、服部憲知、はっとりますみ                           | 2020年2月2日  | 黒田和也                     |
| 在高中的運動會上，三人的相處略有尷尬，在彩音進行啦啦隊表演後，和志在更衣室詢問彩音迴避自己的原因，彩音表示自己是因為太害羞才避開他，兩人和好如初，並在更衣室做愛。 |                      |          |            |                                                              |               |                              |
| 6 | 向你告白從我的心中   | 凪早苗   | 小野田雄亮 | 馬偉存啓                                                     | 2020年2月9日  | 牙威格鬥、中本尚             |
| 琴音在運動會中進行借物賽跑，她拉著和志跑向終點並贏得第一名，之後兩人到了教室，和志得知借物賽跑的題目是「在意的人」，琴音藉機向他告白，表示即使和志之後另有意中人也不介意，但希望至少與他保持現在的關係。之後兩人發生性行為。                                                                                           |                      |          |            |                                                              |               |                              |
| 7 | 以圍裙之姿誘惑中     | 凪早苗   | 神原敏昭   | 水嶋あさ、利根川渡、櫻井拓郎、リセゾン                       | 2020年2月16日 | 黒田和也、牙威格鬥、水嶋あさ |
| 休假日，三人計畫出門遊玩，於是彩音穿著裸體圍裙為他準備早餐和便當，之後和和志做愛。 |                      |          |            |                                                              |               |                              |
| 8 | 沉迷於姊妹之中       | 石倉禮   | 國影真     | 嘉村弘之、はっとりますみ、小川浩司、那須玲奈、おばたひろゆき | 2020年2月23日 | 牙威格鬥、中本尚             |
| 三人在游泳池一同玩樂，但琴音的泳衣隨水漂走了，彩音負責幫忙去買合適的泳衣，而和志則把琴音帶到一旁的器材室躲避旁人目光，兩人在那裏做愛。三人的關係將持續下去，而姊妹雙方也都還未發現和志與另一人有性關係。 |                      |          |            |                                                              |               |                              |

| TOKYO MX 星期一 01:00-01:05節目 | TOKYO MX 星期一 01:00-01:05節目                | TOKYO MX 星期一 01:00-01:05節目 |
| ------------------------------- | ---------------------------------------------- | ------------------------------- |
|                                 | 歐-巴-來洗澡 （2020年1月6日－2月24日）         |                                 |
| XL上司                          | 用我的手指蹂躪妳！～打烊後的沙龍、被壞心眼欺負 |                                 |

## 外部連結
- 《歐-巴-來洗澡》電視動畫官方網站（日語）